# Synthliboramphus wumizusume
Synthliboramphus wumizusume là một loài chim trong họ Alcidae.
Loài chim này sinh sống đảo đá và các rạn san hô trong vùng nước ấm của Nhật Bản, Nga và bán đảo Triều Tiên. Nó có bộ lông màu đen và màu xanh trên cơ thể và phía dưới màu xám và màu trắng.